# Republic (álbum)
| Críticas profissionais | Críticas profissionais |
| Avaliações da crítica  | Avaliações da crítica  |
| Fonte                  | Avaliação              |
| ---------------------- | ---------------------- |
| All Music Guide        | [ 1 ]                  |

Republic é o sexto álbum de estúdio da banda de rock e música eletrônica britânica New Order, lançado em 1993. O álbum alcançou o topo das paradas no Reino Unido, e após seu lançamento, a banda entrou em um hiato de cinco anos, só retornando em 1998.

## Faixas
Todas as faixas por New Order
| N.º | Título                | Compositor(es) | Duração |  |
| 1.  | "Regret"              |                | 4:08    |  |
| 2.  | "World"               |                | 4:44    |  |
| 3.  | "Ruined in a Day"     |                | 4:22    |  |
| 4.  | "Spooky"              |                | 4:43    |  |
| 5.  | "Everyone Everywhere" |                | 4:24    |  |
| 6.  | "Young Offender"      |                | 4:48    |  |
| 7.  | "Liar"                |                | 4:21    |  |
| 8.  | "Chemical"            |                | 4:10    |  |
| 9.  | "Times Change"        |                | 3:52    |  |
| 10. | "Special"             |                | 4:51    |  |
| 11. | "Avalanche"           |                | 3:14    |  |

## Olho no Olho Internacional
A canção "Regret" fez muito sucesso no Brasil, e esteve incluída na trilha sonora internacional da telenovela da Rede Globo, "Olho no Olho", exibida entre 1993/1994. Na trama era tema do protagonista "Alef", interpretado por Felipe Folgossi.